# Shark Boy
Shark Boy, pseudonimo di Dean Roll (Austin, 28 gennaio 1975), è un wrestler statunitense.
Dall'agosto 2004 Shark Boy gestisce una scuola di wrestling chiamata The Shark Tank nell'Ohio.

## Carriera
Roll cominciò ad allenarsi sotto la guida di Les Thatcher nell'ottobre 1995. Debuttò il 31 marzo 1997 nella Heartland Wrestling Association di Thatcher, lottando con una maschera col nome di El Piranha.
Poco tempo dopo Roll lottò nella Independent Wrestling Association, dove sviluppò il personaggio di Shark Boy, ispirandosi parzialmente alla canzone I Come from the Water dei Toadies.
Il 19 marzo 1999, Shark Boy combatté alla seconda edizione del "Brian Pillman Memorial Show", battendo Matt Stryker, Tarek the Great e Chip Fairway in un torneo, ricevendo così un trofeo. Dopo quel match, numerosi wrestler della World Championship Wrestling e della World Wrestling Federation, compresi Al Snow, Mankind e D'Lo Brown entrarono nel ring ed innalzarono Shark Boy sulle loro spalle. Shark Boy lottò anche nelle edizioni 1998, 2000 e 2001.
Come risultato della sua esposizione ai media grazie alla partecipazione ai Brian Pillman Memorial Shows e grazie al grande numero di sostenitori, Shark Boy firmò un contratto con la World Championship Wrestling nel 1999. Fece numerose apparizioni su WCW Saturday Night prima di essere licenziato dopo sei mesi all'inizio del 2000.
Nel novembre 2002 Shark Boy fece un tour in Europa con la World Wrestling All-Stars.
Il 6 dicembre dello stesso anno sconfisse Frankie Kazarian in un pay-per-view della federazione.

### Total Nonstop Action (2002, 2003-2010, 2014-2015)
Shark Boy debuttò nella Total Nonstop Action il 31 luglio 2002, perdendo contro Jimmy Rave in un dark match. Il 7 agosto Shark Boy, Kid Kash e Slick J persero da The S.A.T. in un six-man tag team match nel pay-per-view settimanale della TNA.
Shark Boy cominciò ad apparire con frequenza sui ring della TNA a metà 2003, feudando con gli Harris Brothers, dando vita ad un tag team con New Jack. Nel settembre 2003, Shark Boy firmò un contratto di un anno con la TNA.
Nel 2004 formò un tag team con D-Ray 3000; il duo fu poi affiancato da Goldy Locks. Il tag team si sciolse nel tardo 2004 e Shark Boy cominciò ad apparire sporadicamente nella TNA. Tornò alla TNA con frequenza regolare a metà 2005, vincendo un six-competitor match a Slammiversary 2005 il 19 giugno.
Nel 2008 cominciò una storyline che lo vide ripetutamente sconfitto e, dopo i match, malmenato dal wrestler di turno. Dopo l'ennesimo match perso contro Tomko e, a seguito dei colpi subiti, Shark Boy entrò in coma e, al suo risveglio, cominciò a comportarsi come Steve Austin. Di fatto, ciò lo portò ad un cambio di gimmick, che risultò essere identica a quella dell'ex wrestler WWE, compresa la mossa finale e le catchphrase che lo portò anche a ricominciare a vincere, seppur contro wrestler low o mid carder. Oltre a ciò, formò anche un tag team con Curry Man. Dopo mesi e mesi di inattività, viene licenziato.
Il 15 ottobre 2014 a Impact perde contro Tyrus. Ritorna alla TNA l'8 luglio 2015 a Impact dove perde contro Ethan Carter III.

## Personaggio
- Come Stone Cold Shark Boy
  - Chummer (Stunner)
- Come Shark Boy
  - D.S.D. (Deep Sea Drop) (Diamond Dust)
  - Shark-canrana (Front Flip Hurrincarana seguito da un Pin)
  - Frog splash
  - Shark Bites (Hangman's Neckbreaker into a Reverse Stunner)
  - Sharkshooters (Sharpshooter)

## Titoli e riconoscimenti
Atlantic Pro Wrestling
- APW Junior Heavyweight Championship (2)

Buckeye Pro Wrestling
- BPW Heavyweight Championship (1)
- BPW Tag Team Championship (1 - con Cody Hawk)

Heartland Wrestling Association
- HWA Cruiserweight Championship (4)
- HWA Heavyweight Championship (1)

Independent Wrestling Association Mid-South
- IWA Mid-South Light Heavyweight Championship (1)
- IWA Mid-South Television Championship (1)

NWA East
- NWA East Television Championship (1)
- New Era Pro Wrestling
  - NEPW Cruiserweight Championship (1)

Altri titoli
- HCW Heavyweight Championship (1)
- HCW Incredible 8 Tournament Winner (1)
- NBWA Heavyweight Championship (1)
- PCW Heavyweight Championship (1)
- RAW Cruiserweight Championship (1)
- MWA Light Heavyweight Championship (1)
- MWWC Heavyweight Championship (1)
- MEWL Cruiserweight Championship (1)
- WPL Cruiserweight Championship (1)

## Vita privata
Roll è sposato ed ha un figlio di nome Dylan.

### La disputa legale con la Miramax
L'8 giugno 2005 Roll iniziò una causa contro la Miramax Films, accusandola di aver pubblicato "Le avventure di Sharkboy e Lavagirl in 3-D" nonostante avesse registrato per sé il nome "Shark Boy" e richiedendo ogni "soldo, profitto e vantaggio illegalmente guadagnato". Nel novembre 2005 emerse che la Miramax tentò di far cadere la causa, chiedendo che la corte annullasse il trademark di Roll sulla base del fatto che Roll "è un maschio i cui servizi sono resi solo quando veste un costume in stile squalo".
Nell'aprile 2007 la vicenda terminò con un imprecisato risarcimento.